# Aeropuerto de Baucau-Cakung
El Aeropuerto de Baucau-Cakung. es el segundo aeropuerto más importante de Timor Oriental, después del Aeropuerto Internacional Presidente Nicolau Lobato. Principalmente, sirve para operaciones nacionales y algún vuelo internacional a países cercanos, a pesar de tener la pista más larga que el aeropuerto principal.